# Izalco (wulkan)
Izalco – wulkan w zachodnim Salwadorze, na południowym stoku wulkanu Santa Ana. 
Najmłodszy, a zarazem najbardziej aktywny w okresie historycznym, wulkan Salwadoru – od narodzin w 1770 był nieomal nieustannie aktywny przez blisko dwa wieki, eksplodując lawą w erupcjach typu strombolijskiego. Stąd też nadano mu przydomek „latarni Pacyfiku”. Ostatnia erupcja miała miejsce w 1966. W ciągu jego aktywności powstał stożek stratowulkanu o wysokości 650 m z kraterem o szerokości 250 m. Wulkaniczny szczyt wznosi się na wysokość 1950 m n.p.m.
W trakcie erupcji w 1926 zniszczona została wieś Matazano – zginęło wówczas 56 osób. 
Na południe u podnóża wulkanu znajduje się miasto Izalco.